# Soest (Németország)
Soest település Németországban, azon belül Észak-Rajna-Vesztfália tartományban. Lakosainak száma 48 250 fő (2023. december 31.). Soest Ense, Lippetal és Welver községekkel határos.

## Fekvése
Hammtól délkeletre fekvő település.

## Története

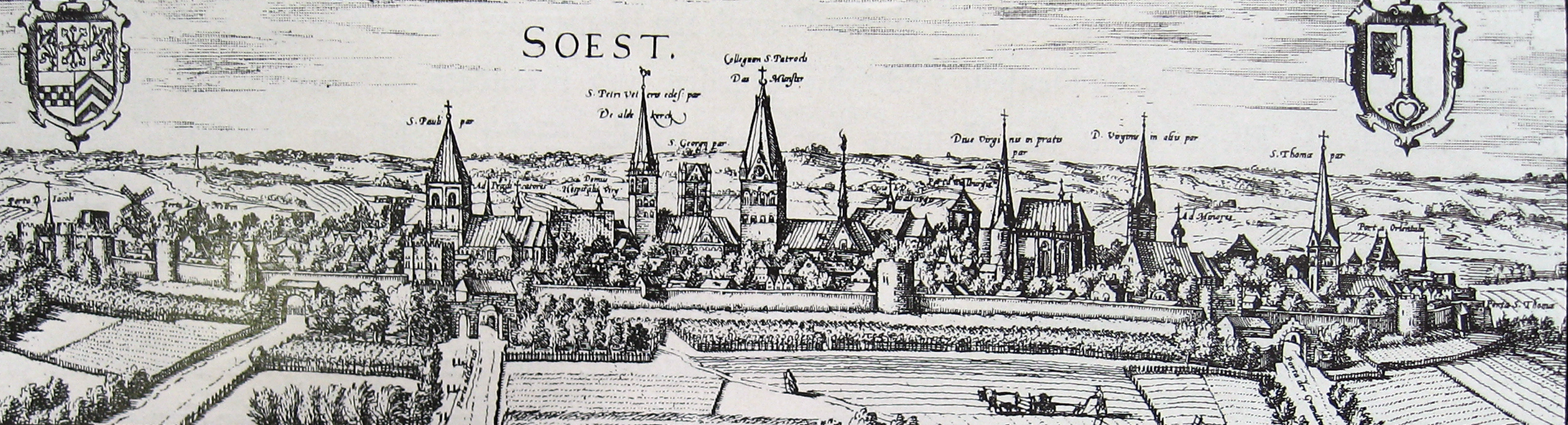

Soest Soester Börde, az egykor gazdag és termékeny síkság híres vásározóhelye, majd Hanza város volt.
A középkorban egész Vesztfália legjelentősebb városaként volt ismert. Kereskedelme Angliától Oroszországig terjedt.
A településnek máig megmaradt egykori városképe és hangulata. Egykori városfalai, melyeket még a 12. században emeltek középkorra jellemző zegzugos utcákat fognak közre, mely összességében falusias hangulatot áraszt.

## Nevezetességek

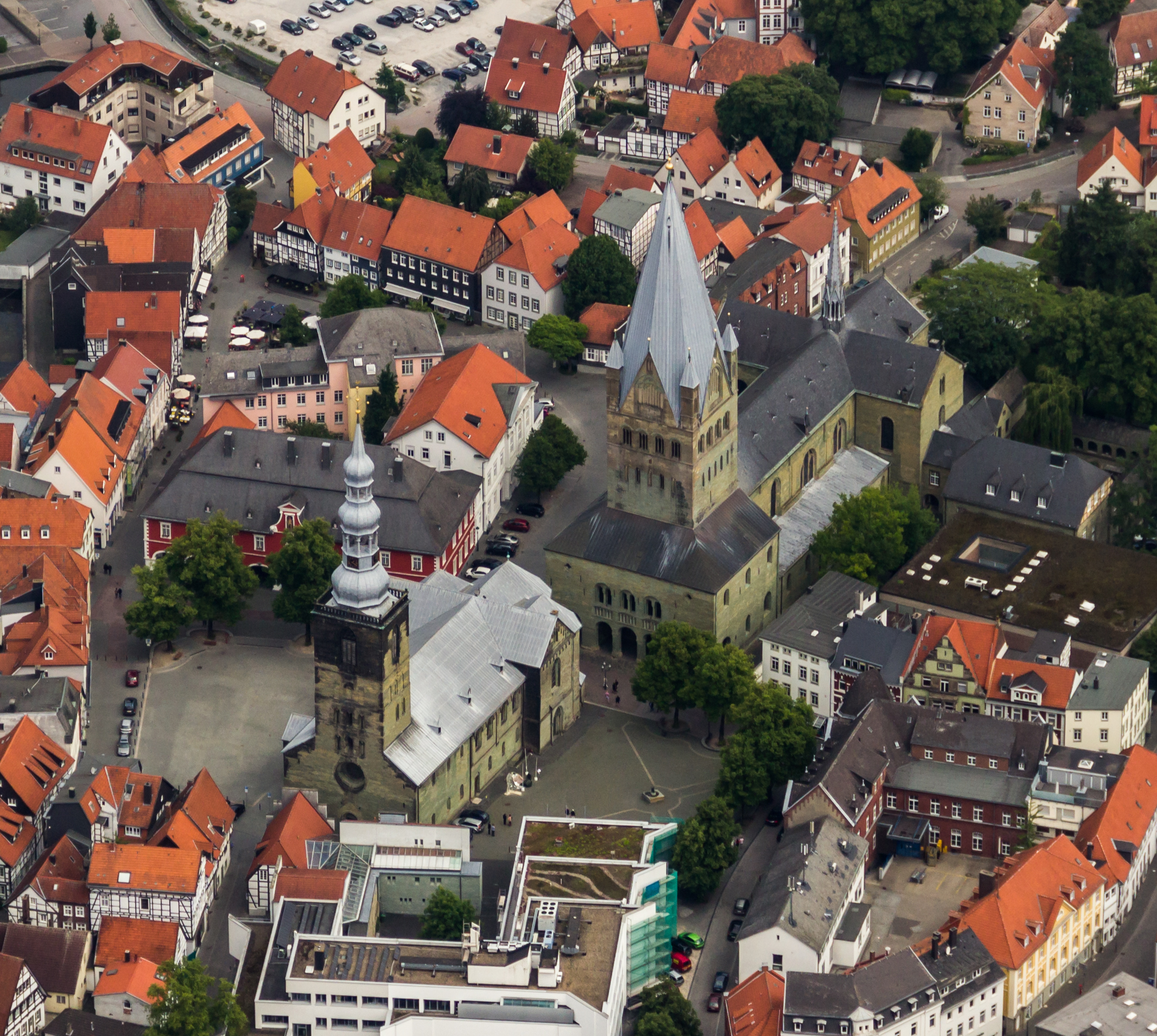
Soest látképe

- Szt. Patroklus Dom - Vesztfáliai parasztdómként is ismert, 11-12. századi román stílusú templom
- Miklós kápolna (Niokolai kapelle) - a dóm szom szédságában található kéthajós csarnoktemplom a 12. századból, benne található Konrad von Soest 1400 körül készített szárnyas oltára(Nikolaialtar), mely Szt. Miklóst a kereskedők és tengerészek védőszentjét ábrázolja.
- Mezők-temploma (Wiesenkirche) - A 14. században épült, a német gótika egyik mesterműve.
- Szt. Mária (St. Maria zur Höhe) templom
- Keleti-városkapu (Osthofentor)
- Burghof-múzeum

## Itt születtek, itt éltek
- Heinrich Aldegrever (Paderborn, 1502 – Soest, 1555 és 1561 között) német reneszánsz festő, rézmetsző és ötvös.
- Theodor Höpingk (1591–1641), német történész, jogász, heraldikus.
- Ferdinand Freiligrath neves német költő itt töltötte ifjú éveit a Rózsaházban (Haus zur Rose) kereskedősegédként.
- Sebastian Hille (1980 –) német labdarúgó
- Oliver Kirch (1982 –) német labdarúgó

## Galéria

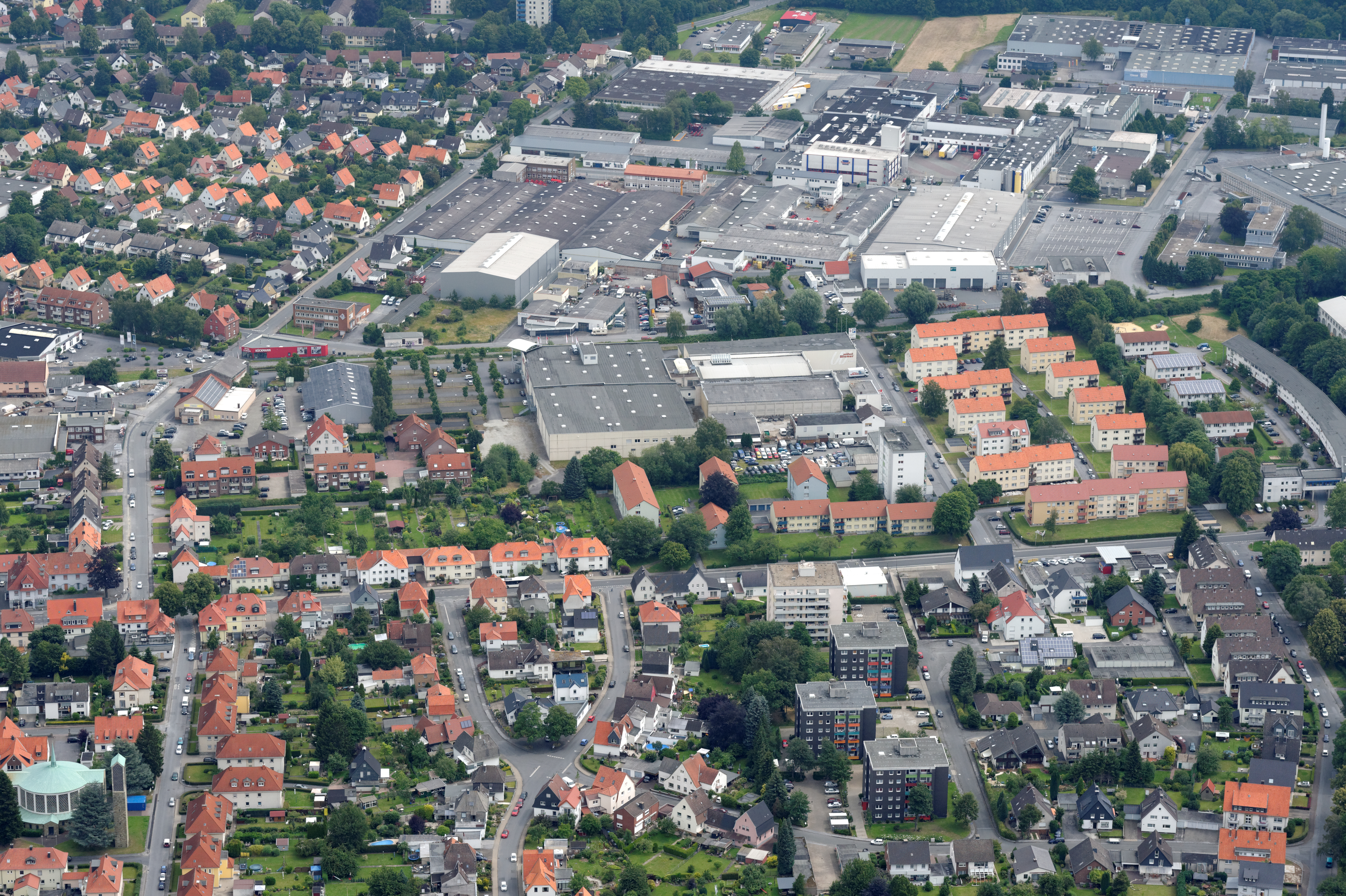
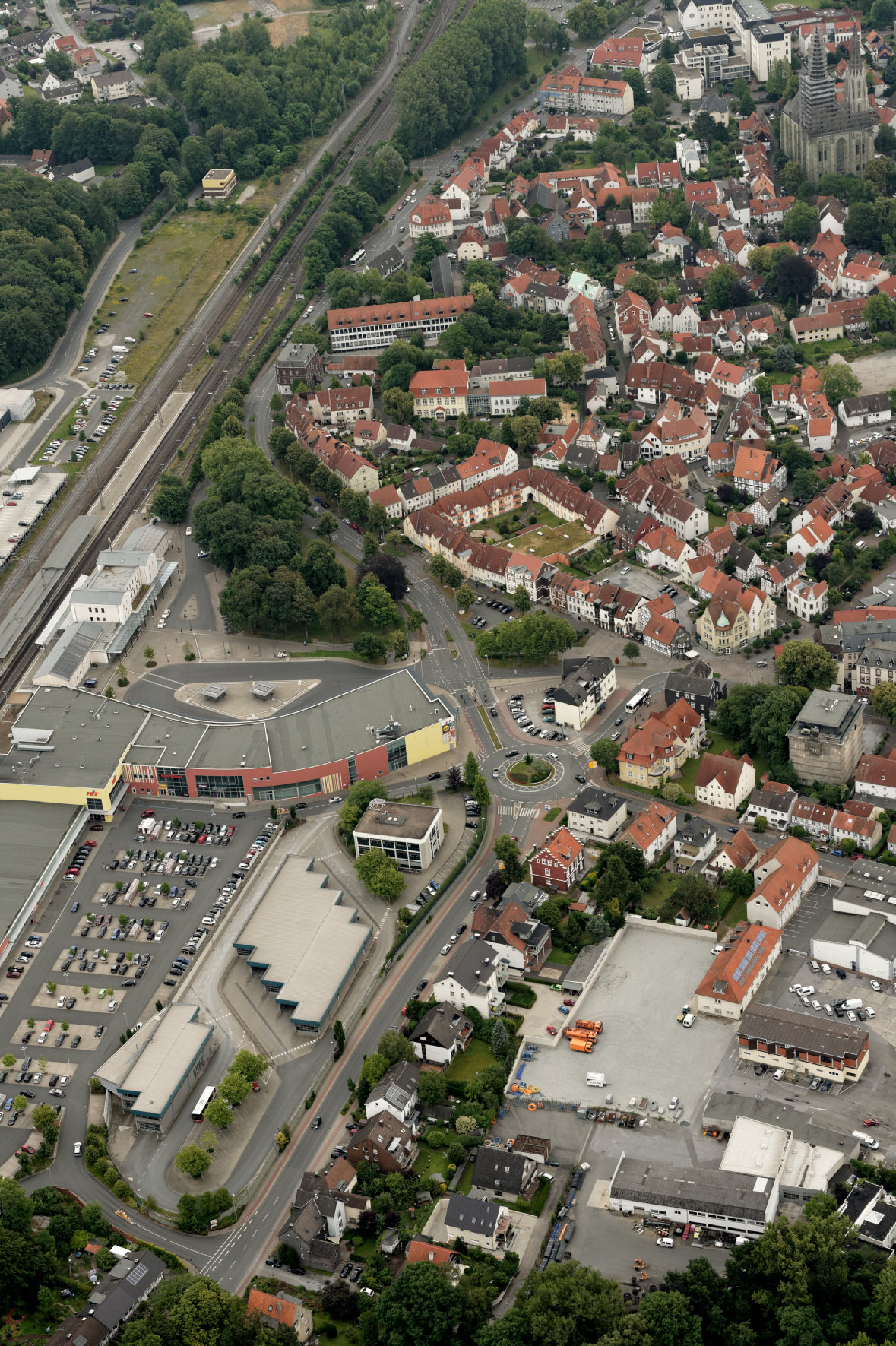
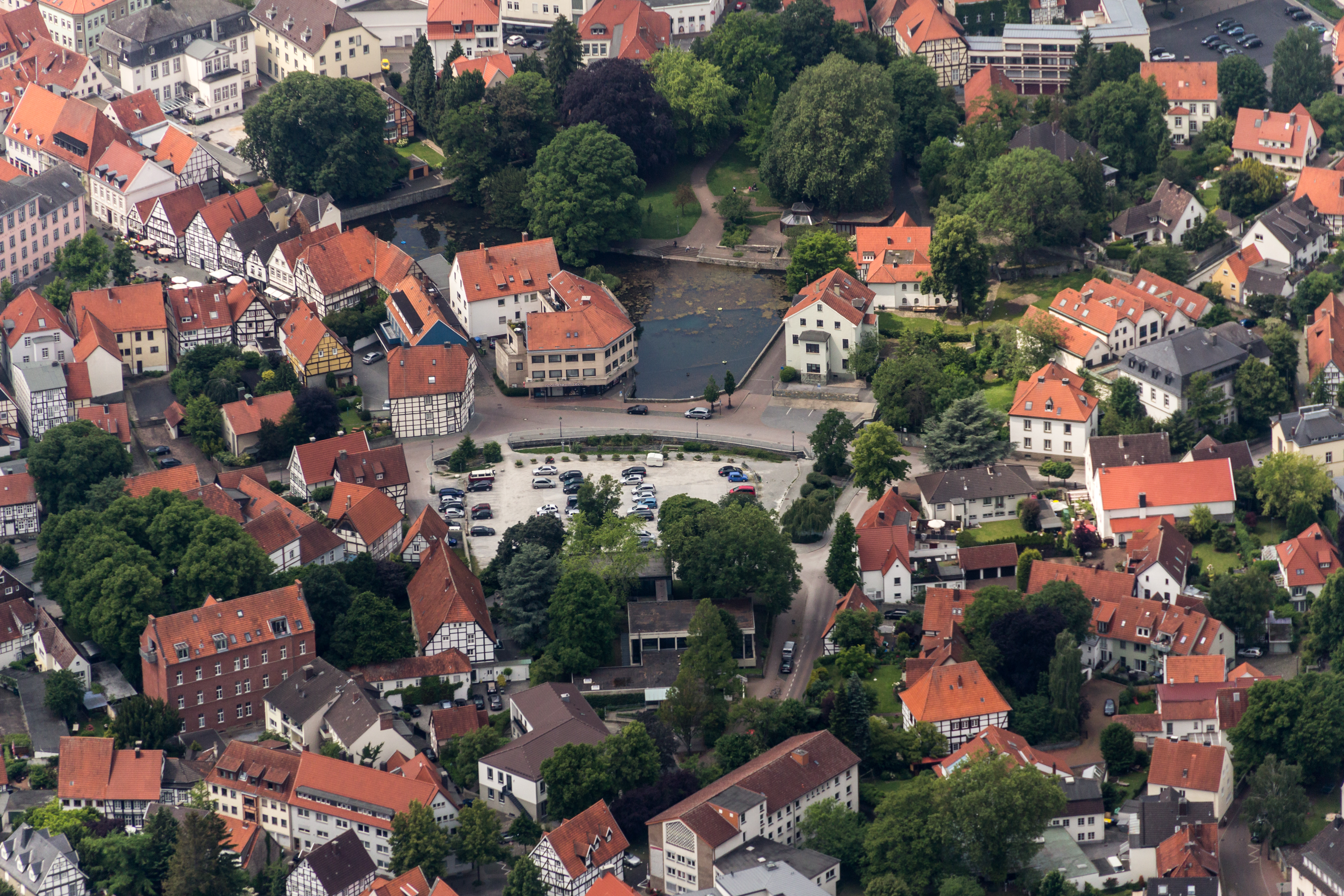
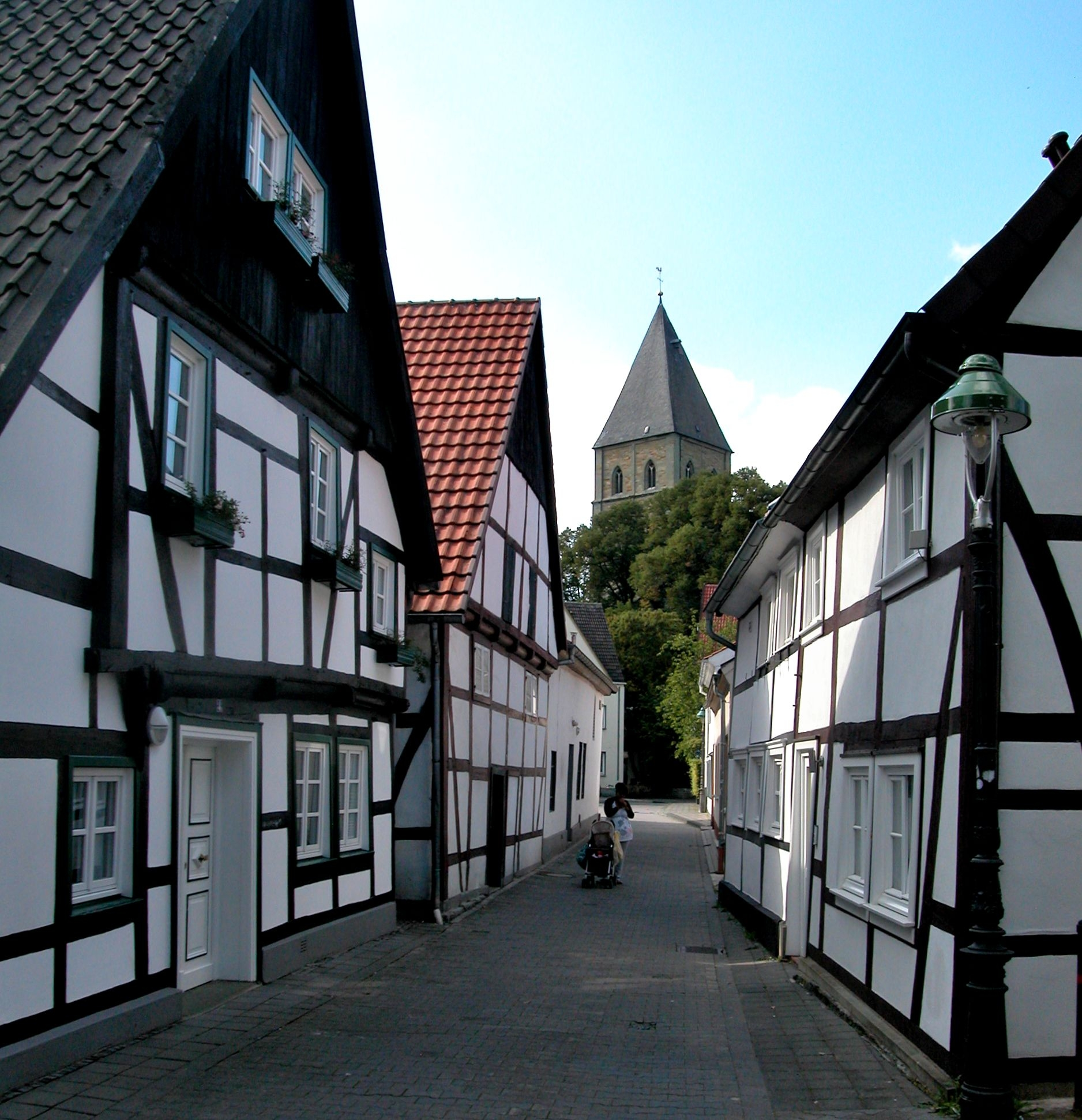
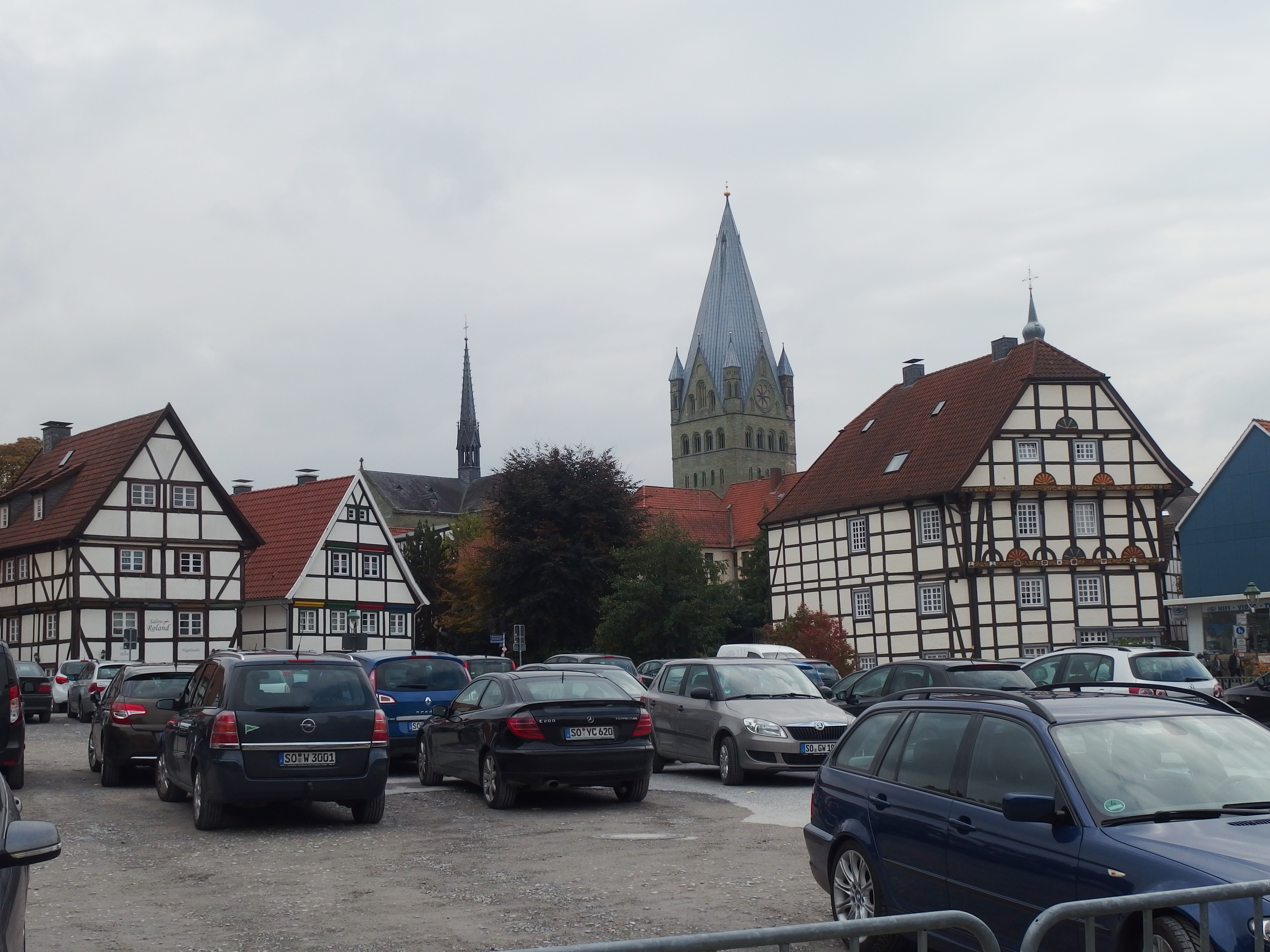
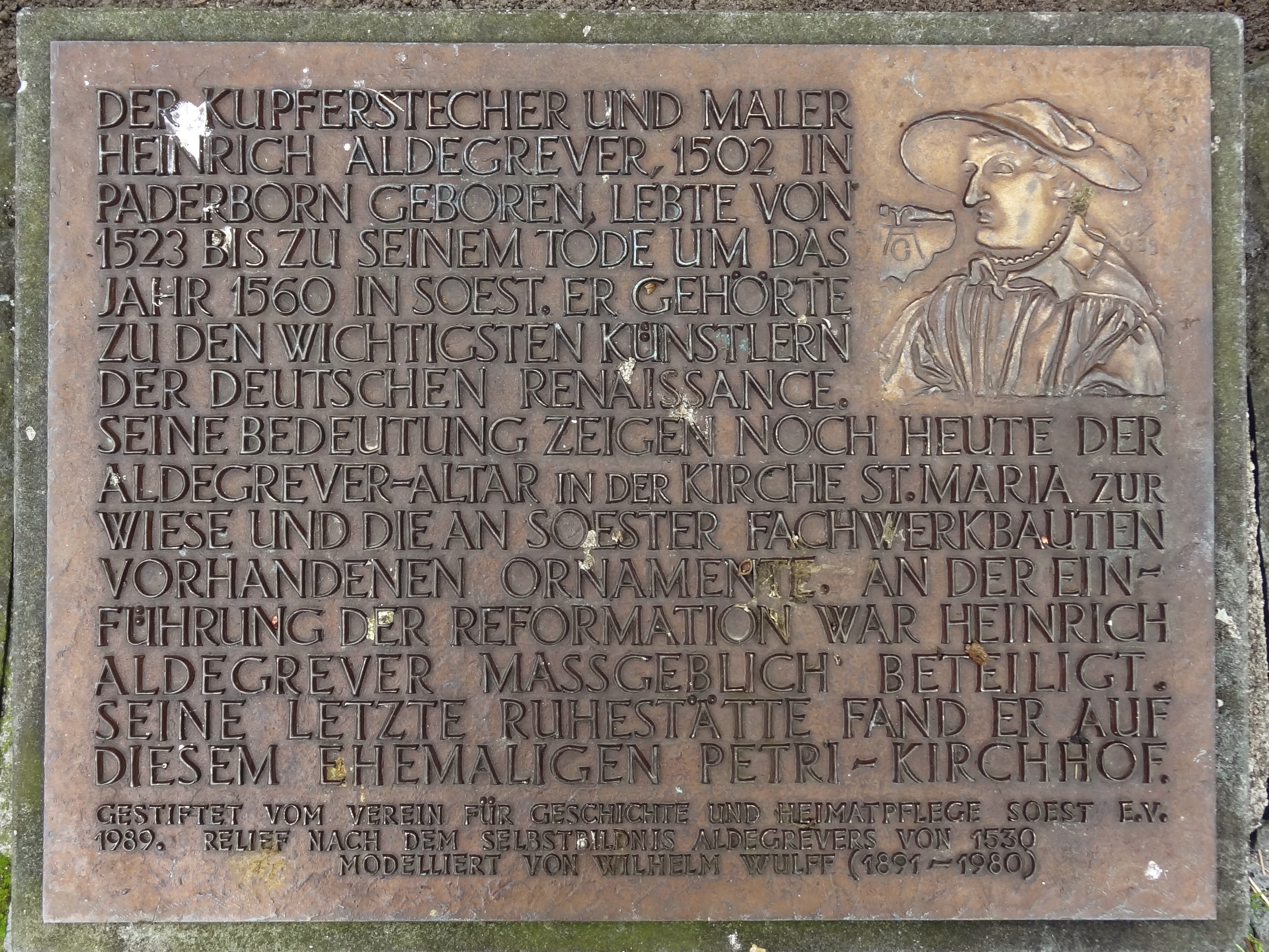
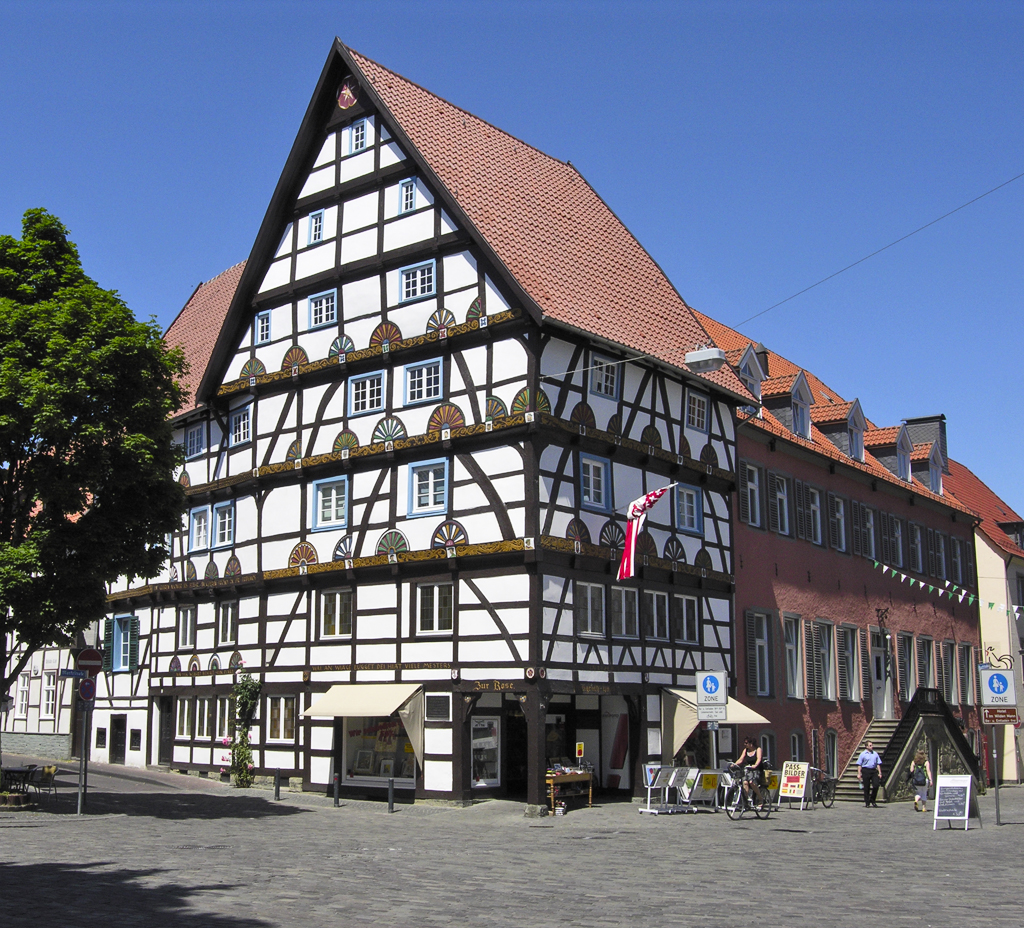
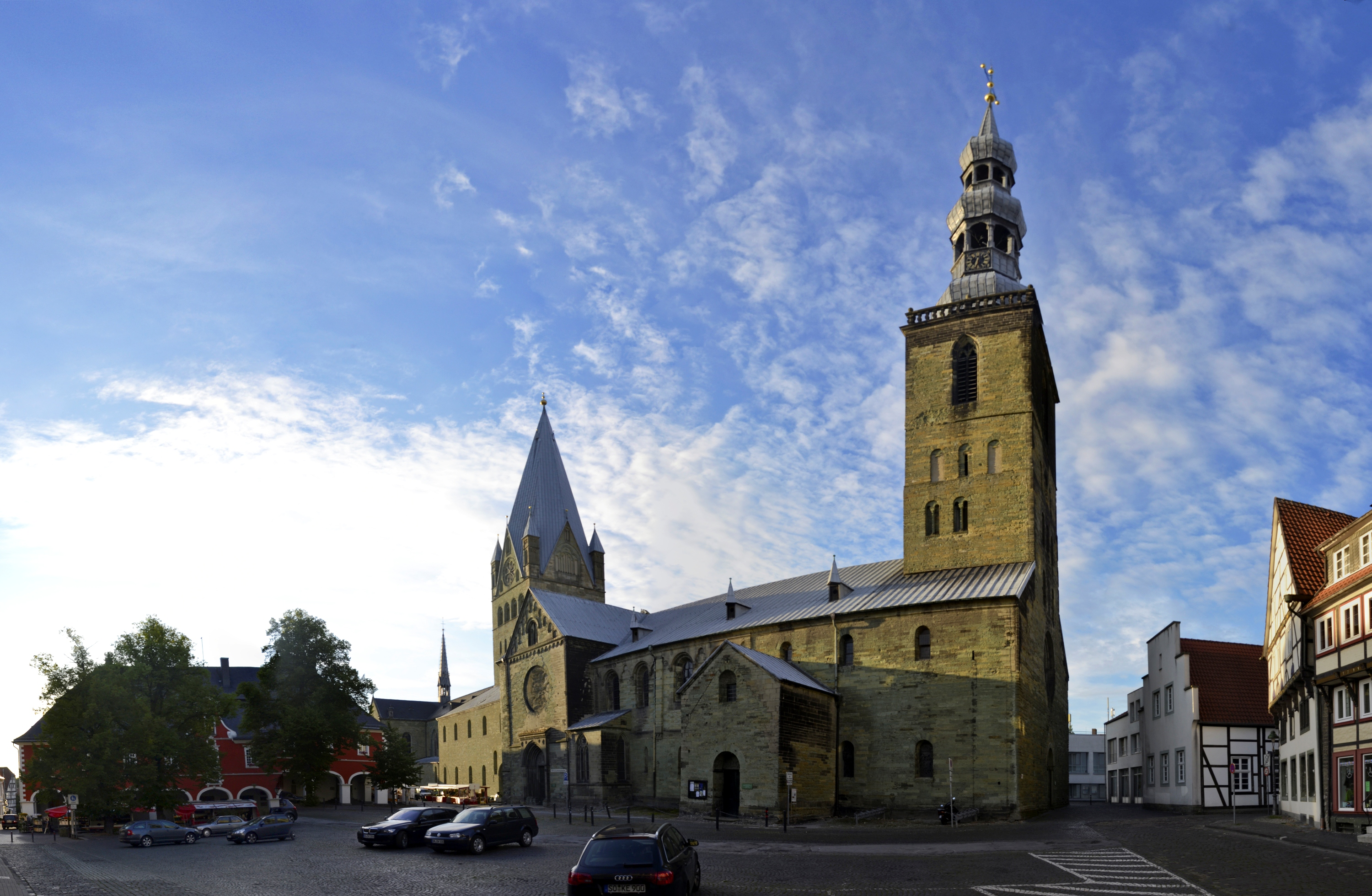
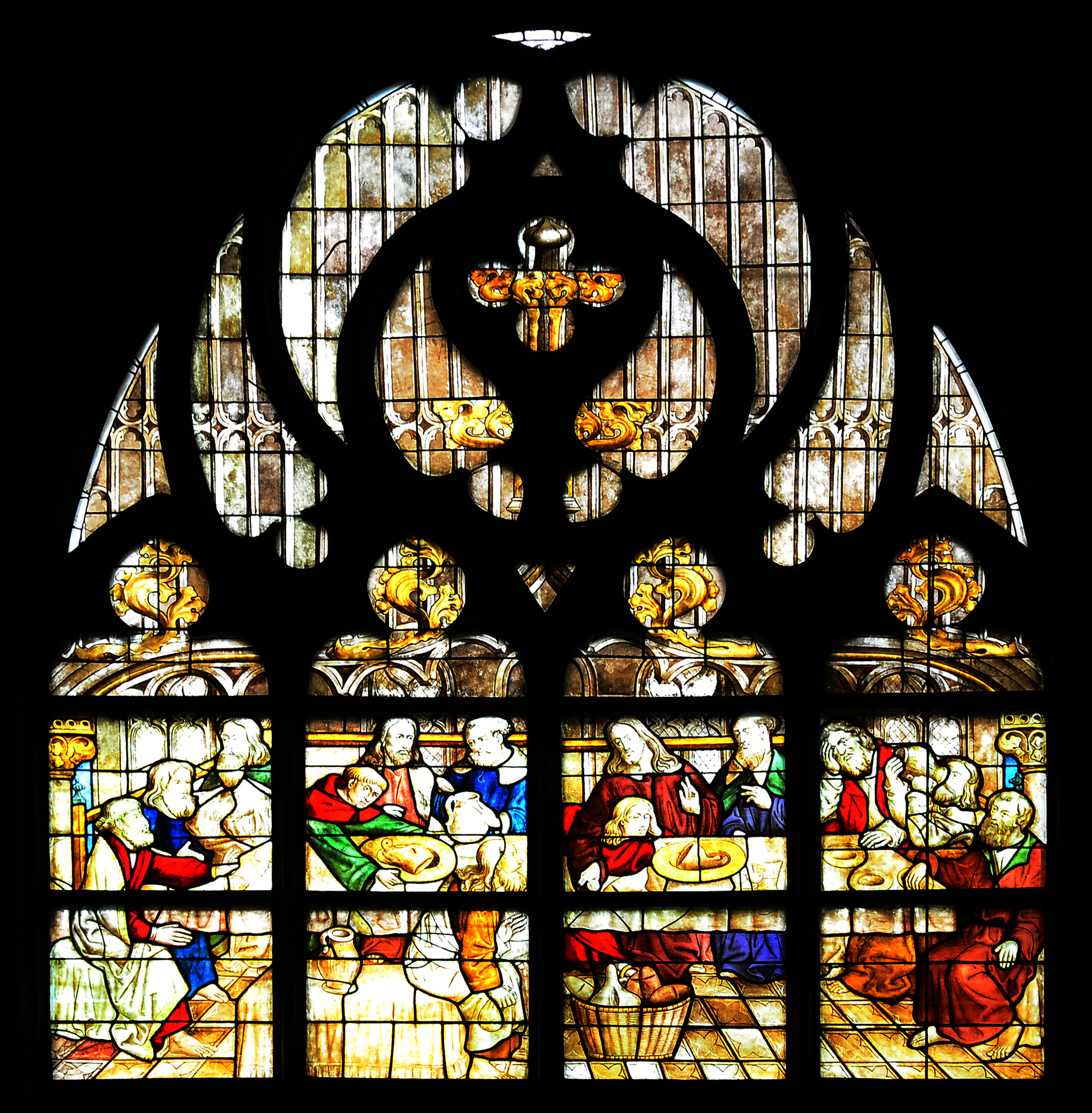
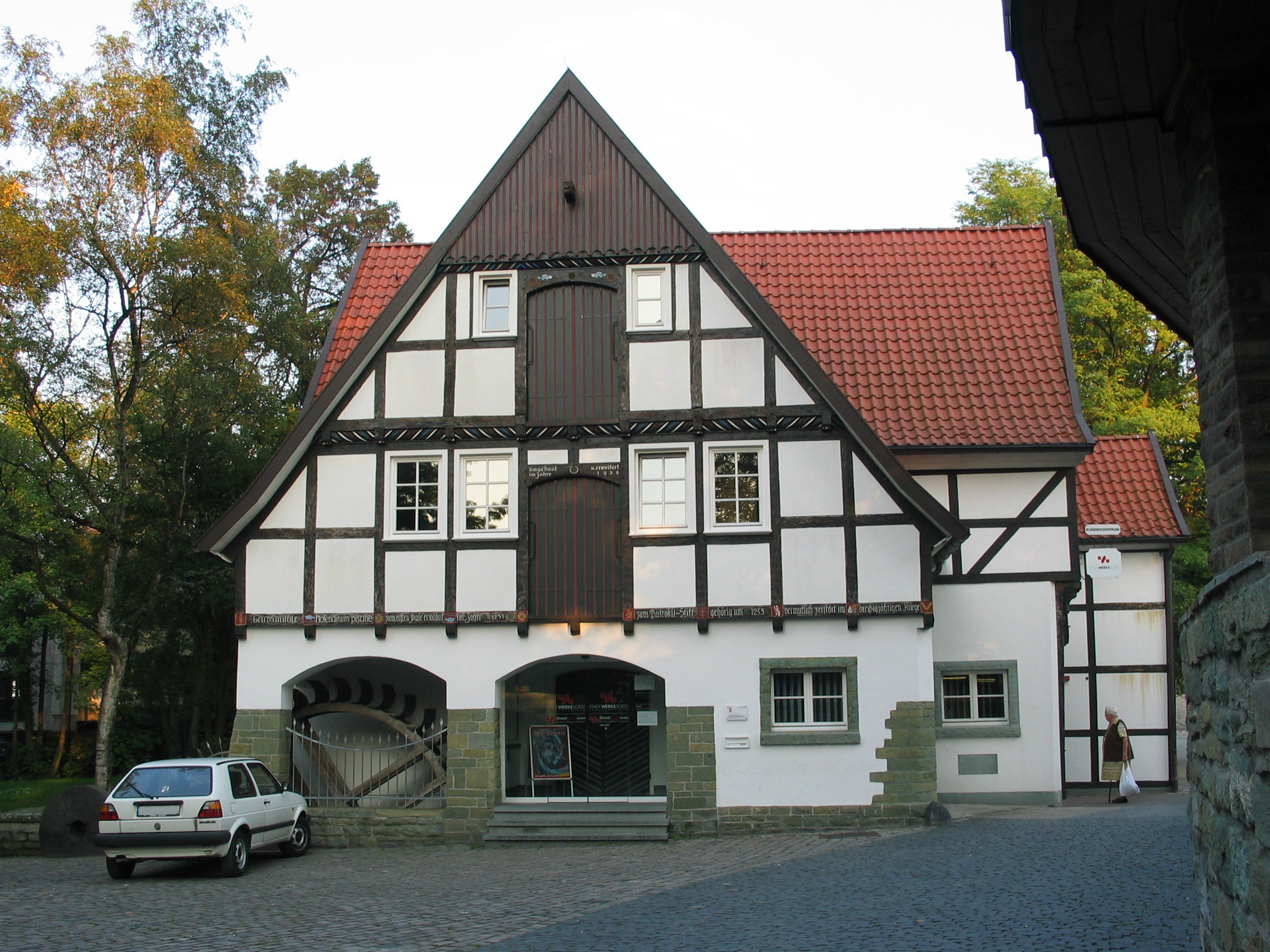
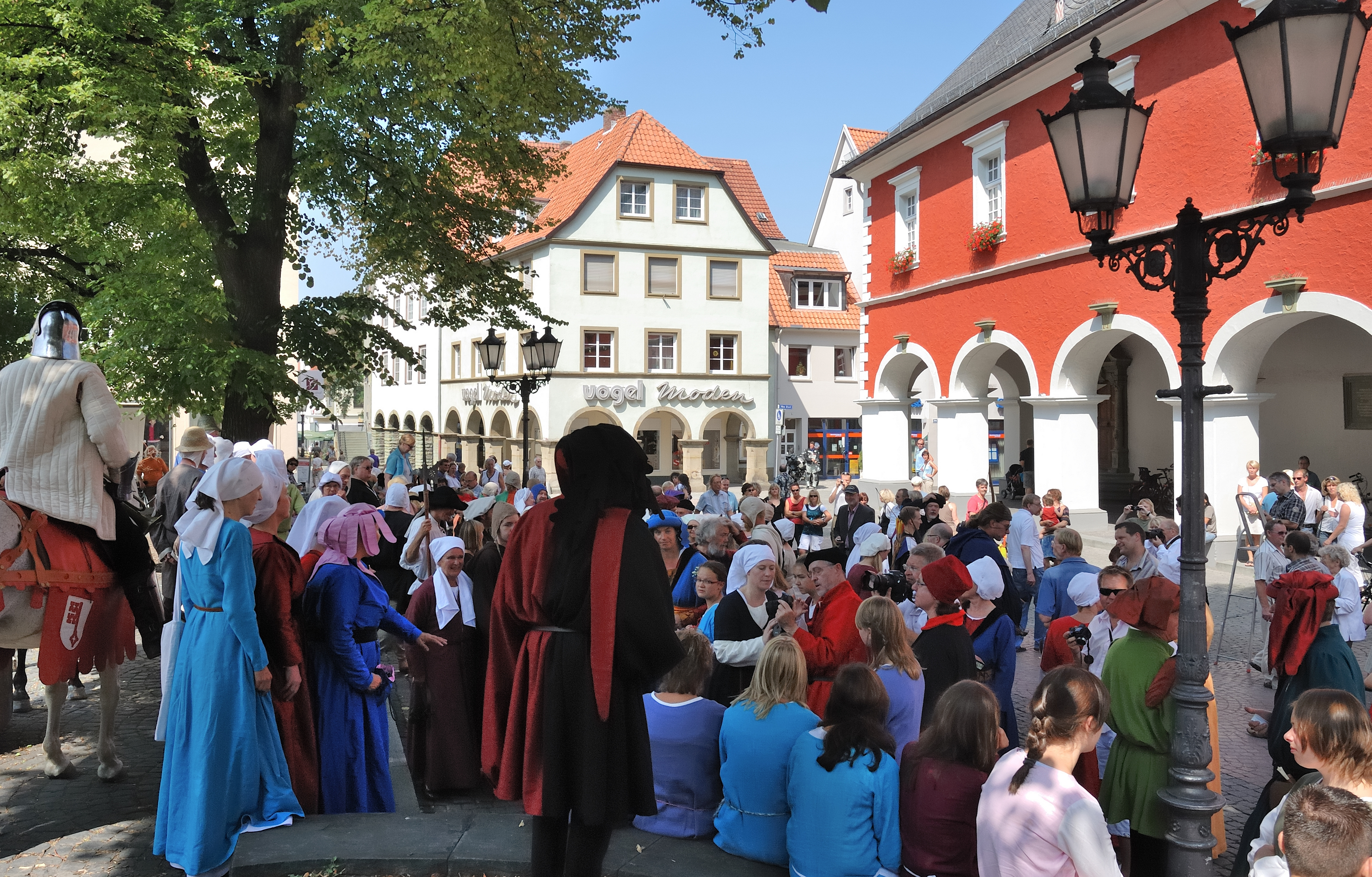
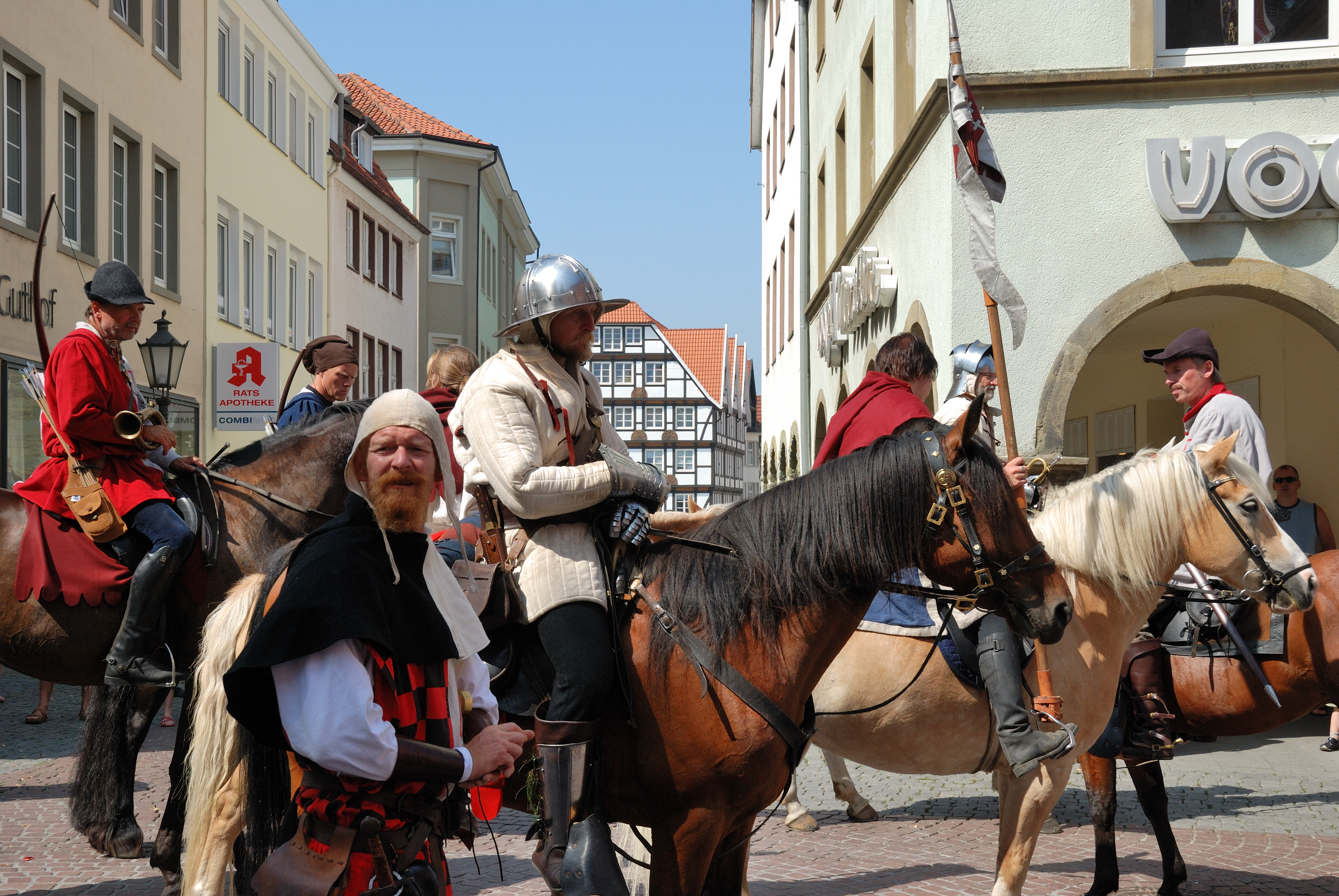